# Natalia Dorado
Natalia Dorado Gómez (nacida el 25 de febrero de 1967 en Madrid, España) es una exjugadora de hockey sobre hierba española. Fue campeona olímpica en los juegos olímpicos de Barcelona 1992, además tiene una medalla de plata en un europeo. 

## Participaciones en Juegos Olímpicos
- Barcelona 1992, medalla de oro.
- Atlanta 1996, octavo puesto.